# Marchantia debilis
Marchantia debilis là một loài Rêu trong họ Marchantiaceae. Loài này được K.I. Goebel mô tả khoa học đầu tiên năm 1915.